# Station St Bees
St Bees is een spoorwegstation van National Rail in St Bees, Copeland in Engeland. Het station is eigendom van Network Rail en wordt beheerd door Northern Rail. Het station langs de Cumbrian Coast Line is geopend in 1850.